# 941 Murray
941 Murray
941 Murray là một tiểu hành tinh bay quanh Mặt Trời.